# Some Kind of Wonderful (film)
Some Kind of Wonderful is een film uit 1987 onder regie van Howard Deutch, met in de hoofdrollen Eric Stoltz, Lea Thompson en Mary Stuart Masterson. Het was een van de succesvolle tienerfilms uit de koker van John Hughes uit de jaren tachtig maar geregisseerd door Howard Deutch. De film titel komt van een hit uit 1974 van de Grand Funk Railroad, maar het lied wordt in de film zelf niet ten gehore gebracht.

## Verhaal
Keith (Eric Stoltz) is al zijn hele jeugd bevriend met jongensachtige Watts (Mary Stuart Masterson). Als hij verliefd wordt op de populaire Amanda Jones, beginnen de problemen. Watts wordt erg jaloers en Amanda's ex-vriend Hardy maakt het zo moeilijk mogelijk voor Keith. Natuurlijk komt alles goed aan het eind van de film.

## Rolverdeling
| Acteur                | Personage    |
| --------------------- | ------------ |
| Eric Stoltz           | Keith Nelson |
| Mary Stuart Masterson | Watts        |
| Lea Thompson          | Amanda Jones |
| Craig Sheffer         | Hardy Jenns  |
| John Ashton           | Cliff Nelson |
| Elias Koteas          | Duncan       |
| Molly Hagan           | Shayne       |
| Maddie Corman         | Laura Nelson |
| Candace Cameron       | Cindy Nelson |
| Chynna Phillips       | Mia          |